# 或る女 (春日八郎の曲)
「或る女」は、1976年11月にリリースされた春日八郎のシングル。
1976年10月27日に東京郵便貯金会館ホールで行われたリサイタル「さらに演歌をみつめて」で先行歌唱されたほか、1977年2月21日にはフジテレビ「夜のヒットスタジオ」で披露。

## 収録曲
両曲共 作詞:千家和也／作曲:森田公一／編曲:高田弘
1. 或る女
2. ふるさとの女